# دیگاب
دیگاب (به لاتین: Digov) یک منطقه مسکونی در جمهوری آذربایجان است که در شهرستان لریک واقع شده است. دیگاب ۱۸ نفر جمعیت دارد.